# 天目湖白茶

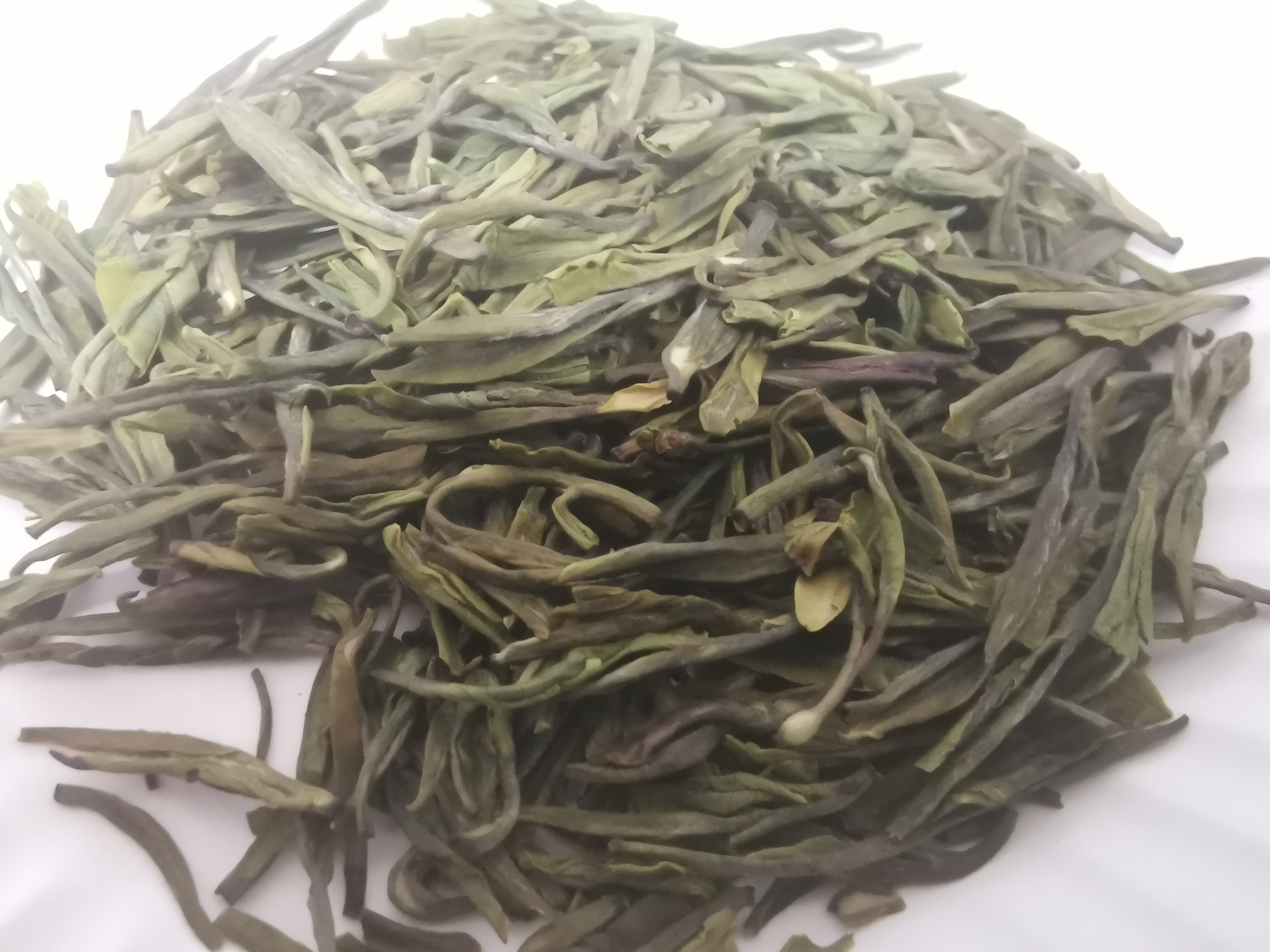
天目湖白茶

天目湖白茶，有时也泛称为溧阳白茶，是指中华人民共和国江苏省常州市溧阳市的一个特产茶叶品种。中国驰名商标、中国地理标志产品保护认证。

## 特点
1990年代，溧阳玉枝园率先引种安吉白茶，之后在当地政府支持下开始广泛引种。其产区最初分布于天目湖的南山竹海附近，之后扩大到溧城镇、戴埠镇、上黄镇、社渚镇、上兴镇、竹箦镇、南渡镇等地，制成后茶形似扁非扁，条索修长略弯。2008年4月28日，溧阳召开新闻发布会，天目湖白茶入选北京人民大会堂特供茶。2010年上海世博会上被评为“世博会十大名茶”之一。同年，由溧阳市绿色食品办公室申请获得农产品地理标志登记信息（质量控制技术规范编号 AGI2010-04-00288）。2015年，获得中华人民共和国农业部授予“国家级农产品地理标志示范样板”称号，是江苏省唯一入选此称号的农产品。